# Thomas Keenan
Thomas Keenan (n. 1959) es un profesor universitario estadounidense, autor y editor especialista en literatura comparada, teoría literaria y derechos humanos.

## Biografía
Graduado en el Amherst College de Massachussets y doctorado en Yale, Keenan es profesor del Bard College en Nueva York desde 1999, donde sus campos de trabajo son la teoría literaria, la política, los medios de comunicación y los derechos humanos, además de ser director en el mismo del Human Rights Project. En el ámbito de los derechos humanos, ha trabajado en Soros Documentary Fund, WITNESS y The Journal of Human Rights. Coodirige el International Justice Watch, un foro de discusión por Internet en torno a los derechos humanos, los crímenes de guerra, los tribunales internacionales de crímenes contra la humanidad y los genocidios. Es autor de Fables of Responsibility: Aberrations and Predicaments in Ethics and Politics (Standford University Press, 1997) y coeditor de New Media, Old Media junto con Wendy Chun o Flood of Rights con Suhail Malik y Tirdad Zolghadr. Ha sido también comisario de exposiciones como Antiphotojournalism, en Barcelona junto con Carles Guerra y Aid and Abet, entre otras.